# Aniołowo
Aniołowo (niem. Rapendorf) – wieś w Polsce położona w województwie warmińsko-mazurskim, w powiecie elbląskim, w gminie Pasłęk. W latach 1975–1998 miejscowość administracyjnie należała do województwa elbląskiego.
Aniołowo jest jedyną wioską o tej nazwie w Polsce. Wieś położona jest w odległości 3 km od drogi krajowej numer 7 Warszawa – Gdańsk i linii kolejowej. Wieś tematyczna, w której w okresie wakacyjnym odbywa się Międzynarodowy Zlot Miłośników Aniołów. We wsi działa klub sportowy Pogrom Aniołowo, teatr ognia i klub motocyklowy.
Wieś o kształcie owalnicy, położonej wokół strumienia, zwanego dawniej Potok Aniołowo. Wschodnia część drogi położona jest około 20 metrów wyżej od zachodniej, w związku z czym występuje tu duże zróżnicowanie wysokości, na jakiej położone są zabudowania. Do wsi przylega las, do którego prowadzi aleja grabowa. We wsi jest także dobrze zachowana brukowana, zabytkowa droga, a także częściowo nadal sprawna sieć wodociągowa, wykorzystująca ciśnienie wody gruntowej, spływającej z pól za pomocą drenów i odstojników.
Obecnie w Aniołowie kilka gospodarstw rolnych specjalizuje się w produkcji mleka najwyższej jakości; znajdują się tu także gospodarstwa agroturystyczne.

## Historia
Dawniej była tu osada Prusów – w 1932 roku odkryto tu cmentarzysko datowane na lata 150–350 r. n.e. Wieś powstała w 1315 roku, lokowana na 42 włókach przez komtura elbląskiego i wielkiego szpitalnika zakonu krzyżackiego Friedricha Wildenberga.
Aniołowo leżące w granicach III Rzeszy 25 stycznia 1945 roku zdobyły wojska 5 Armii Pancernej 2 Frontu Białoruskiego Armii Czerwonej.
W latach 1954–1971 wieś była siedzibą gromady Aniołowo.
W 2004 r. powstało we wsi Stowarzyszanie na rzecz Rozwoju Wsi „Aniołowo”.
Co roku odbywa się Zlot Miłośników Aniołów, w czasie którego oferowane są „ruchańce” (lokalna nazwa racuchów, nazwa bierze się tego, że ruszają się na patelni podczas smażenia) i „parzybrody” (lokalna nazwa kapuśniaka z dużymi kawałkami kapusty: kapusta spływa po brodzie i parzy).
W roku 2015 miejscowość obchodziła swoje 700-lecie, co upamiętniono okolicznościowym pomnikiem, odsłoniętym podczas XI Zlotu Miłośników Aniołów. Pod pomnikiem kilka dni wcześniej została wmurowana kapsuła czasu, w której znalazły się m.in. podpisy wszystkich mieszkańców, rysunki dzieci itp. W maju 2015 sołtys Zbigniew Cieśla w konkursie zorganizowanym przez Gazetę Sołecką i Krajowe Stowarzyszenie Sołtysów otrzymał tytuł Sołtysa Roku 2014, jako jedyny z woj. warmińsko-mazurskiego.
W 2017 projekt modernizacji bazy sportowej we wsi zdobył najwięcej głosów w głosowaniu na realizację projektu budżetu obywatelskiego w wiejskiej części gminy.

## Zabytki
- Kilka zabytkowych domów z XIX z bogatym wyposażeniem.
- Obelisk poświęcony mieszkańcom Aniołowa poległym w I wojnie światowej.